# Fabrizio Barbazza
Fabrizio Barbazza (Lombardía, 2 de abril de 1963) es un expiloto italiano de automovilismo. En Fórmula 1 compitió para las escuderías AGS y Minardi.

## Carrera
Tras competir en motocross, empezó a correr en Fórmula Monza en 1982. Al siguiente año se trasladó al Campeonato de Italia de Fórmula 3 y en 1984 terminó sexto en el campeonato.
En 1985 consiguió ganar 4 carreras, terminando tercero. Entonces se fue a Estados Unidos y compitió para la Indy Lights, donde ganó 4 carreras y el título en su primer año.
Ya en 1987, Barbazza fue novato del año en la CART World Series, consiguiendo un tercer puesto en Indianápolis.
En 1990 fue contratado como piloto de Fórmula 3000, con la posibilidad de correr en Fórmula 1 para la escudería AGS en 1991. Barbazza no logró clasificar en ninguna carrera y en 1993 se unió a la escudería Minardi, ganando puntos dos veces en las primeras cuatro carreras.
En 1995, mientras corría un Ferrari del Campeonato IMSA GT en el autódromo de Road Atlanta, Barbazza se vio involucrado en un accidente con Jeremy Dale, sufrió un fuerte golpe en la cabeza y heridas en el pecho que lo dejaron en un estado de coma y con respiración artificial. Aunque se recuperó completamente, nunca volvió a competir. Construyó un circuito de karting, y se especializó en el diseño de barreras antichoque.

## Resultados

### Fórmula 1
(Clave) (negrita indica pole position) (cursiva indica vuelta rápida)

| Año     | Escudería                            | 1       | 2       | 3       | 4       | 5       | 6       | 7       | 8       | 9        | 10       | 11       | 12       | 13       | 14       | 15      | 16  | Pos. | Puntos |
| ------- | ------------------------------------ | ------- | ------- | ------- | ------- | ------- | ------- | ------- | ------- | -------- | -------- | -------- | -------- | -------- | -------- | ------- | --- | ---- | ------ |
| 1991    | Automobiles Gonfaronnaises Sportives | USA     | BRA     | SMR DNQ | MON DNQ | CAN DNQ | MEX DNQ | FRA DNQ | GBR DNQ | GER DNPQ | HUN DNPQ | BEL DNPQ | ITA DNPQ | POR DNPQ | ESP DNPQ | JPN DNP | AUS | NC   | 0      |
| 1993    | Minardi Team                         | RSA Ret | BRA Ret | EUR 6   | SMR 6   | ESP Ret | MON 11  | CAN Ret | FRA Ret | GBR      | GER      | HUN      | BEL      | ITA      | POR      | JPN     | AUS | 19.º | 2      |
| Fuente: |                                      |         |         |         |         |         |         |         |         |          |          |          |          |          |          |         |     |      |        |